# Av Beth Din
Av Beit Din (auch Av Beth Din, aschkenasisch Av Beis Din, hebräisch אב בית דין ‚Herr des Gerichts‘) war der zweithöchste Rang des Sanhedrin. Dieser Hohe Rat bildete zur Zeit des sogenannten Zweiten Tempels (vollendet 515 v. Chr.) bis zu seiner Zerstörung 70 n. Chr. durch die Römer die oberste jüdische religiöse und politische Instanz. Er war gleichzeitig das oberste Gericht. Der Av Beit Din war dabei der direkte Vertreter des Nasi, des „Fürsten“. Die Av Beit Din galten als chacham (weise).
Heute ist der Titel zur Bezeichnung des Vorsitzenden eines Beth Din („Rabbinatsgericht“) geworden, welcher häufig zeitgleich Großrabbiner einer jüdischen Gemeinschaft ist. Hinter dem Namen eines Großrabbiners folgen daher häufig die Buchstaben ABD.